# Castelmaurou
Castelmaurou (en occitan Castèlmauron) est une commune française située dans le nord-est du département de la Haute-Garonne, en région Occitanie. Sur le plan historique et culturel, la commune est dans le Pays toulousain, qui s’étend autour de Toulouse le long de la vallée de la Garonne, bordé à l’ouest par les coteaux du Savès, à l’est par ceux du Lauragais et au sud par ceux de la vallée de l’ Ariège et du Volvestre.
Exposée à un climat océanique altéré, elle est drainée par le Girou, le ruisseau de la brante, le ruisseau de Pichounelle et par divers autres petits cours d'eau. La commune possède un patrimoine naturel remarquable composé d'une zone naturelle d'intérêt écologique, faunistique et floristique.
Castelmaurou est une commune urbaine qui compte 4 491 habitants en 2022, après avoir connu une forte hausse de la population depuis 1975. Elle appartient à l'unité urbaine de Toulouse et fait partie de l'aire d'attraction de Toulouse. Ses habitants sont appelés les Castelmaurousiens ou  Castelmaurousiennes.

## Géographie

### Localisation
La commune de Castelmaurou se trouve dans le département de la Haute-Garonne, en région Occitanie.
Sur le plan historique et culturel, Castelmaurou fait partie du pays toulousain, une ceinture de plaines fertiles entrecoupées de bosquets d'arbres, aux molles collines semées de fermes en briques roses, inéluctablement grignotée par l'urbanisme des banlieues.
Elle se situe à 11 km à vol d'oiseau de Toulouse, préfecture du département, et à 6 km de Pechbonnieu, bureau centralisateur du canton de Pechbonnieu dont dépend la commune depuis 2015 pour les élections départementales.
La commune fait en outre partie du bassin de vie de Toulouse.
Les communes les plus proches sont : 
Rouffiac-Tolosan (1,5 km), Lapeyrouse-Fossat (2,1 km), Saint-Jean (2,5 km), Saint-Geniès-Bellevue (3,7 km), Beaupuy (3,8 km), Montrabé (3,9 km), Garidech (4,2 km), Gragnague (4,2 km).
Castelmaurou est limitrophe de huit autres communes.
| Lapeyrouse-Fossat     | Bazus            | Garidech  |
| Saint-Geniès-Bellevue | Castelmaurou     | Gragnague |
| Saint-Jean            | Rouffiac-Tolosan | Beaupuy   |

### Hydrographie

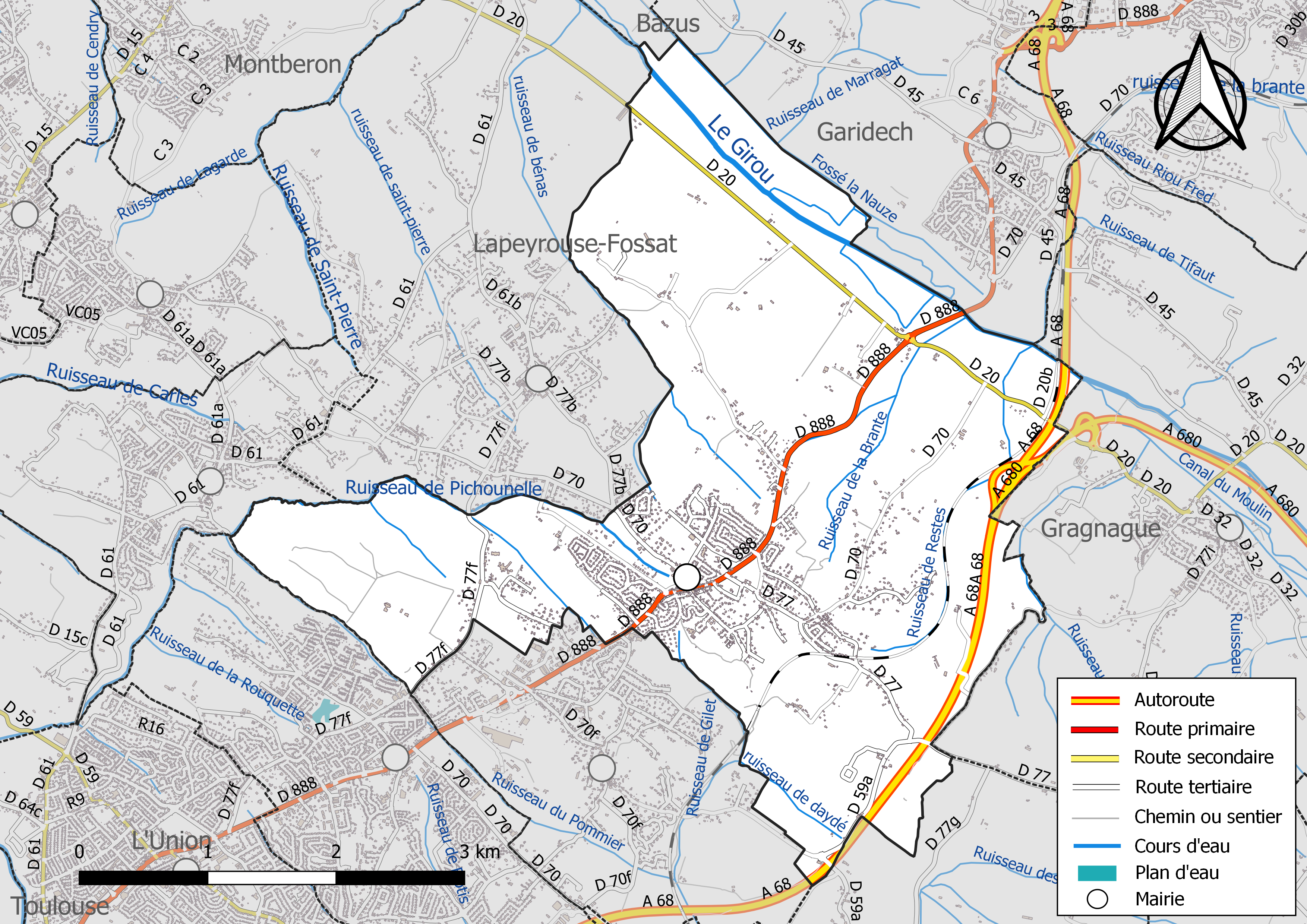
Réseaux hydrographique et routier de Castelmaurou.

La commune est dans le bassin de la Garonne, au sein du bassin hydrographique Adour-Garonne. Elle est drainée par le Girou, le ruisseau de la brante, le ruisseau de Pichounelle, Fossé la Nauze, le ruisseau de bénas, le ruisseau de daydé, le ruisseau de Gilet, le ruisseau de la Brante, le ruisseau de Preissac, le ruisseau de Restes, le ruisseau de Restes et par divers petits cours d'eau, constituant un réseau hydrographique de 20 km de longueur totale,.
Le Girou, d'une longueur totale de 64,5 km, prend sa source dans la commune de Puylaurens et s'écoule du sud-est vers le nord-ouest. Il traverse la commune et se jette dans l'Hers-Mort à Saint-Jory, après avoir traversé 31 communes.

### Climat
Pour des articles plus généraux, voir Climat de l'Occitanie et Climat de la Haute-Garonne.
En 2010, le climat de la commune est de type climat du Bassin du Sud-Ouest, selon une étude s'appuyant sur une série de données couvrant la période 1971-2000. En 2020, Météo-France publie une typologie des climats de la France métropolitaine dans laquelle la commune est exposée à un climat océanique altéré et est dans la région climatique Aquitaine, Gascogne, caractérisée par une pluviométrie abondante au printemps, modérée en automne, un faible ensoleillement au printemps, un été chaud (19,5 °C), des vents faibles, des brouillards fréquents en automne et en hiver et des orages fréquents en été (15 à 20 jours).
Pour la période 1971-2000, la température annuelle moyenne est de 13,2 °C, avec une amplitude thermique annuelle de 15,9 °C. Le cumul annuel moyen de précipitations est de 738 mm, avec 9,2 jours de précipitations en janvier et 5,2 jours en juillet. Pour la période 1991-2020, la température moyenne annuelle observée sur la station météorologique la plus proche, située dans la commune de Blagnac à 12 km à vol d'oiseau, est de 14,2 °C et le cumul annuel moyen de précipitations est de 627,0 mm,. Pour l'avenir, les paramètres climatiques de la commune estimés pour 2050 selon différents scénarios d'émission de gaz à effet de serre sont consultables sur un site dédié publié par Météo-France en novembre 2022.

### Milieux naturels et biodiversité

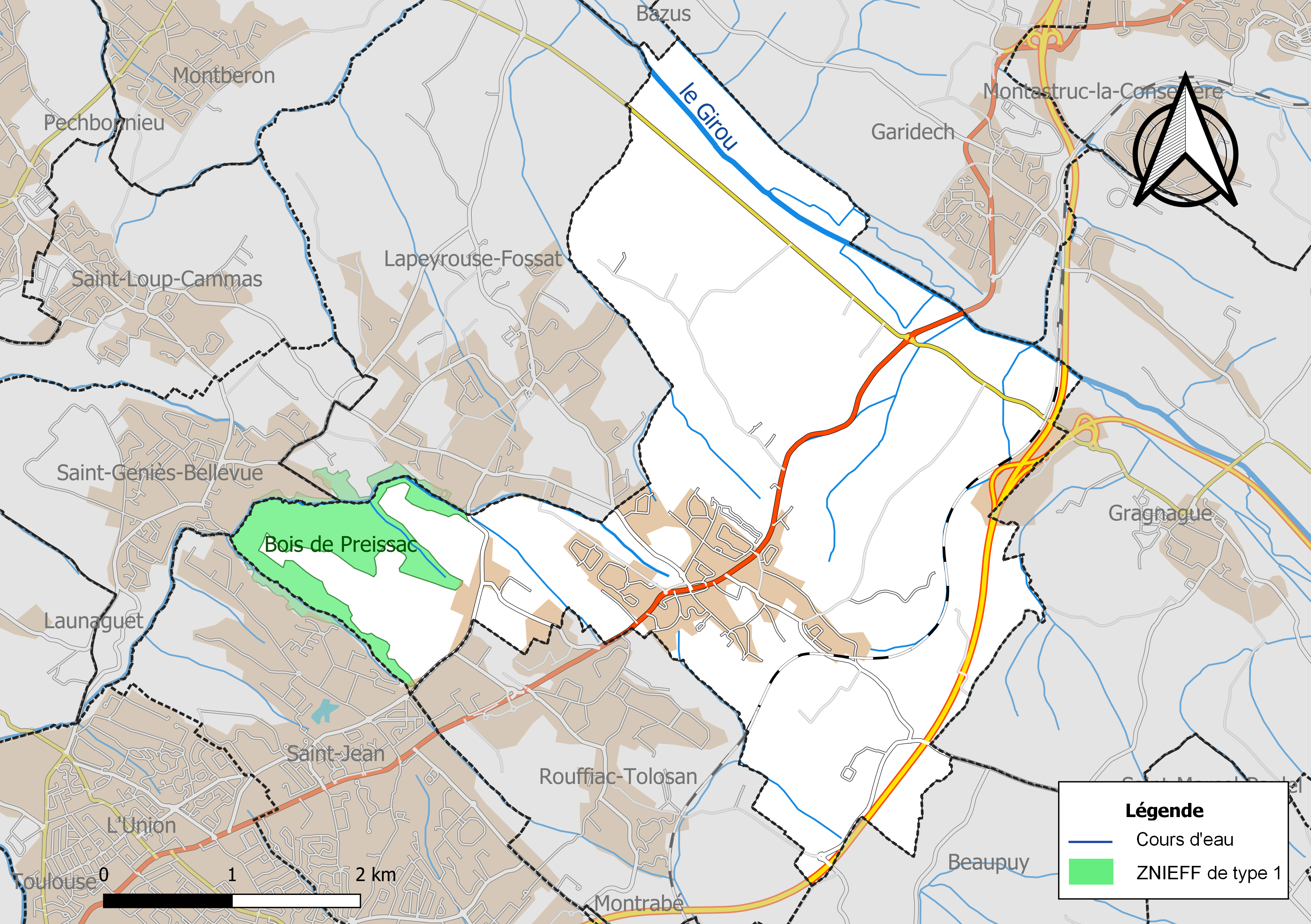
Carte de la ZNIEFF de type 1 localisée dans la commune.

L’inventaire des zones naturelles d'intérêt écologique, faunistique et floristique (ZNIEFF) a pour objectif de réaliser une couverture des zones les plus intéressantes sur le plan écologique, essentiellement dans la perspective d’améliorer la connaissance du patrimoine naturel national et de fournir aux différents décideurs un outil d’aide à la prise en compte de l’environnement dans l’aménagement du territoire.
Une ZNIEFF de type 1 est recensée dans la commune :
le « bois de Preissac » (107 ha), couvrant 4 communes du département.

## Urbanisme

### Typologie
Au 1er janvier 2024, Castelmaurou est catégorisée ceinture urbaine, selon la nouvelle grille communale de densité à sept niveaux définie par l'Insee en 2022.
Elle appartient à l'unité urbaine de Toulouse, une agglomération inter-départementale regroupant 81  communes, dont elle est une commune de la banlieue,,. Par ailleurs la commune fait partie de l'aire d'attraction de Toulouse, dont elle est une commune de la couronne,. Cette aire, qui regroupe 527 communes, est catégorisée dans les aires de 700 000 habitants ou plus (hors Paris),.

### Occupation des sols

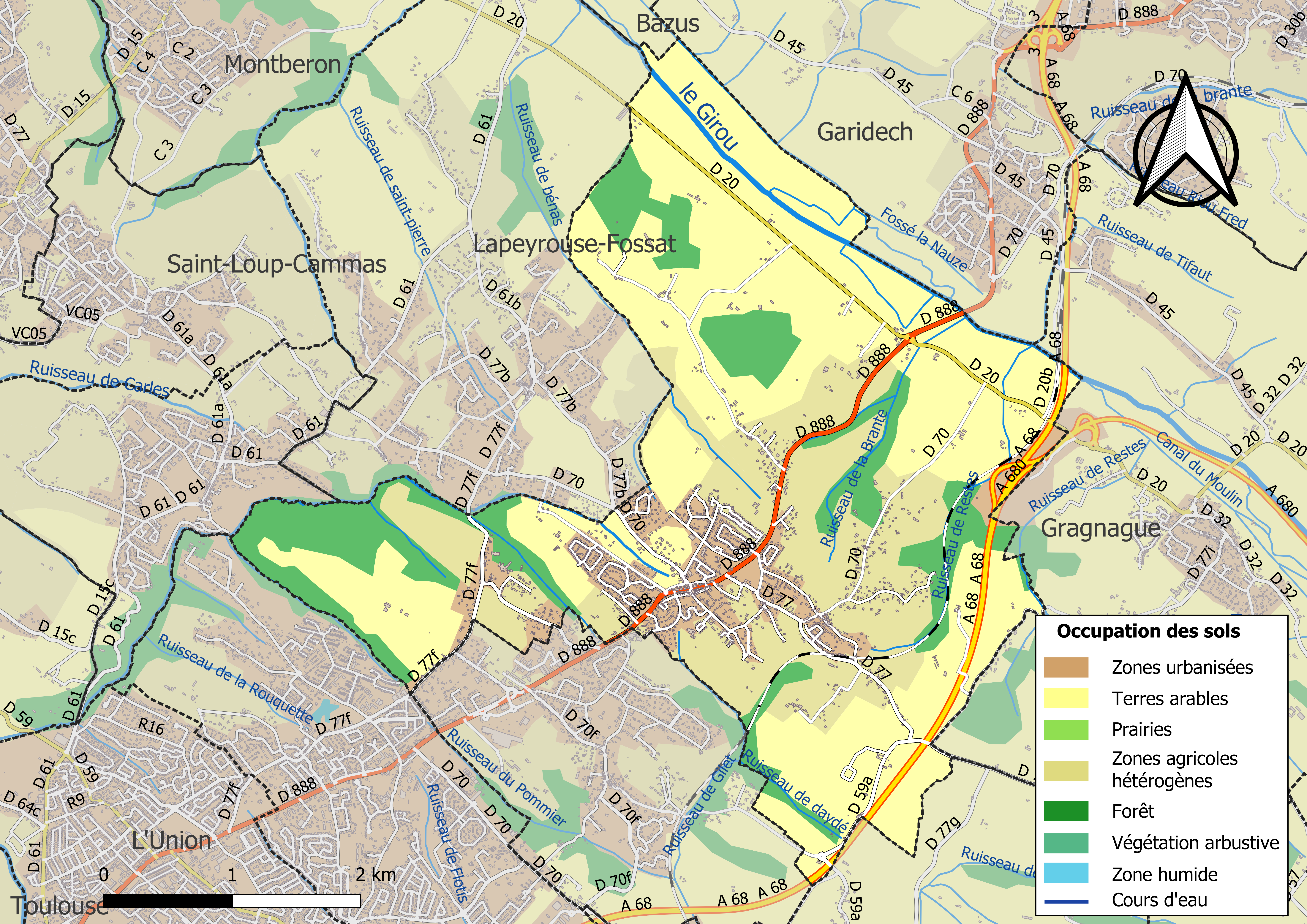
Carte des infrastructures et de l'occupation des sols de la commune en 2018 (CLC).

L'occupation des sols de la commune, telle qu'elle ressort de la base de données européenne d’occupation biophysique des sols Corine Land Cover (CLC), est marquée par l'importance des territoires agricoles (68,2 % en 2018), en diminution par rapport à 1990 (76,4 %). La répartition détaillée en 2018 est la suivante : 
terres arables (49,8 %), zones agricoles hétérogènes (18,4 %), forêts (15,8 %), zones urbanisées (14 %), zones industrielles ou commerciales et réseaux de communication (1,9 %). L'évolution de l’occupation des sols de la commune et de ses infrastructures peut être observée sur les différentes représentations cartographiques du territoire : la carte de Cassini (XVIIIe siècle), la carte d'état-major (1820-1866) et les cartes ou photos aériennes de l'IGN pour la période actuelle (1950 à aujourd'hui).

### Lieux-dits ou hameaux
Castelviel, le Grez, Rouquet, les Laques, le Fort, Rebel,

### Voies de communication et transports
La commune est traversée par la route nationale 88, axe Lyon-Toulouse. Accès par l'autoroute A68, sortie  3 Montastruc-la-Conseillère ou depuis le périphérique de Toulouse, sortie  14 Cx-Daurade.
La ligne 68 du réseau Tisséo relie le centre de la commune à la station Balma - Gramont du métro de Toulouse et la ligne 76 relie Lapeyrouse-Fossat à la station Argoulets en desservant l'ouest de la ville. La ligne 355 du réseau Arc-en-Ciel permet de relier la commune à la gare routière de Toulouse ou à la station Borderouge jusqu'à Villemur-sur-Tarn.
Halte SNCF la plus proche : gare de Gragnague sur le réseau TER Occitanie (ligne Toulouse - Brive-la-Gaillarde).

### Risques majeurs
Le territoire de la commune de Castelmaurou est vulnérable à différents aléas naturels : météorologiques (tempête, orage, neige, grand froid, canicule ou sécheresse), inondations et séisme (sismicité très faible). Il est également exposé à un risque particulier : le risque de radon. Un site publié par le BRGM permet d'évaluer simplement et rapidement les risques d'un bien localisé soit par son adresse soit par le numéro de sa parcelle.

#### Risques naturels
Certaines parties du territoire communal sont susceptibles d’être affectées par le risque d’inondation par débordement de cours d'eau, notamment le Girou. La commune a été reconnue en état de catastrophe naturelle au titre des dommages causés par les inondations et coulées de boue survenues en 1982, 1999 et 2009,.

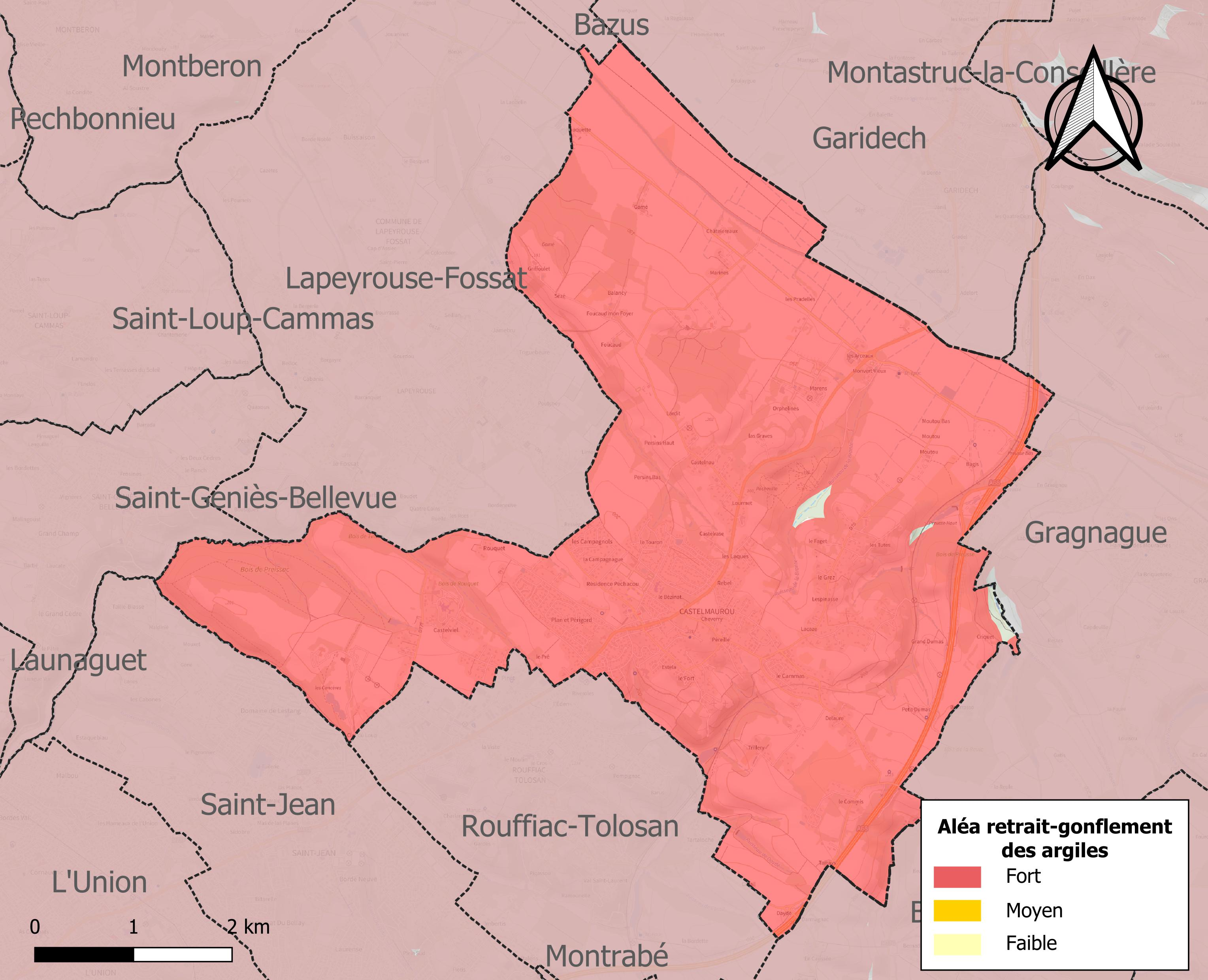
Carte des zones d'aléa retrait-gonflement des sols argileux de Castelmaurou.

Le retrait-gonflement des sols argileux est susceptible d'engendrer des dommages importants aux bâtiments en cas d’alternance de périodes de sécheresse et de pluie. 99,5 % de la superficie communale est en aléa moyen ou fort (88,8 % au niveau départemental et 48,5 % au niveau national). Sur les 1 504 bâtiments dénombrés dans la commune en 2019, 1 504 sont en aléa moyen ou fort, soit 100 %, à comparer aux 98 % au niveau départemental et 54 % au niveau national. Une cartographie de l'exposition du territoire national au retrait gonflement des sols argileux est disponible sur le site du BRGM,.
Par ailleurs, afin de mieux appréhender le risque d’affaissement de terrain, l'inventaire national des cavités souterraines permet de localiser celles situées dans la commune.
Concernant les mouvements de terrains, la commune a été reconnue en état de catastrophe naturelle au titre des dommages causés par la sécheresse en 1989, 1991, 1997, 2002, 2003, 2005, 2007, 2008, 2011, 2012, 2013, 2016, 2017, 2019 et 2020 et par des mouvements de terrain en 1999.

#### Risque particulier
Dans plusieurs parties du territoire national, le radon, accumulé dans certains logements ou autres locaux, peut constituer une source significative d’exposition de la population aux rayonnements ionisants. Certaines communes du département sont concernées par le risque radon à un niveau plus ou moins élevé. Selon la classification de 2018, la commune de Castelmaurou est classée en zone 2, à savoir zone à potentiel radon faible mais sur lesquelles des facteurs géologiques particuliers peuvent faciliter le transfert du radon vers les bâtiments.

## Toponymie
Le nom de Castelmaurou signifierait « Château des Maures ». Son patrimoine est constitué du Château de Preissac ayant reçu François Ier au XVIe siècle. Maurou viendrait du latin maurus qui vient lui-même du grec ancien μαυρός signifiant « sombre, noir ».

## Histoire
Le cartulaire de Conques rédigé en 1106 pose, dans la mémoire collective, l'écrit le plus ancien concernant Castelmaurou, petit village haut-garonnais situé dans le nord-est toulousain.
Au-delà de la longévité du site, le document lève le voile sur deux énigmes qui ont traversé les siècles. La première fait référence au nom même de Castel Mauro ou Castri Mauronis (Castelmaurou est ainsi écrit dans le texte). Contrairement au réflexe populaire qui donnait la signification de Château des Maures, la traduction du latin en français conduit à « Château du Maure ».
Ce village a eu également ses parts de drames avec la vente de ses terres par l'archevêque de Toulouse Étienne-Charles de Loménie de Brienne en 1785, l'expropriation de 52 propriétaires en 1864 afin que puisse passer la ligne de chemin de fer reliant la gare de Toulouse-Matabiau à la gare de Lexos.
Plus près de nous eut lieu l'exécution de quinze résistants dans le bois de la Reulle par des soldats de la triste division Das Reich, le 27 juin 1944. Les SS les ont contraints à creuser à mains nues leur tombe avant de les exécuter. Un seul rescapé a pu transmettre les faits. Aujourd'hui encore, cinq corps parmi les quinze victimes restent non identifiés et leurs sépultures sont au cimetière de Castelmaurou. À ce jour, un seul résistant reste encore inconnu[pas clair]. En effet, grâce au travail du Groupe de Recherche du bois de la Reulle Castelmaurou/Gragnague et à l'association Le Souvenir français de Castelmaurou présidé au moment des recherches par Louis Gibert, quatre des cinq inconnus ont pu être identifiés récemment : en 2012, un aviateur et résistant belge du nom de Charley de Hepcée (né le 14 mars 1911 à Ixelles (Belgique) ; en 2013 Marcel Joyeux (officier d’active de l’armée de l’Air, dessinateur industriel, résistant de la Haute-Garonne des groupes Combat, AS, GFL, et des réseaux Morhange et Mithridate, de la Vienne et de la Haute-Vienne, un des cadres les plus en vue de la R4 (1942-1944)), né le 29 mai 1911  à Saint-Denis (Seine-Saint-Denis) ; en 2014, Pierre Carthelet (instituteur, dirigeant des Compagnons de France dans les Pyrénées-Orientales, membre de plusieurs réseaux et de l’ORA des Pyrénées-Orientales), né le 26 janvier 1912 à Taillette (Ardennes) ; enfin en 2017, Jean-Baptiste André Giorgetti (sous-lieutenant des Forces françaises libres, agent secret du BCRA de Londres, héros de la Résistance), né le 20 février 1918 à Venaco (Haute-Corse).

### Héraldique
| Castelmaurou | Son blasonnement est : D'or au pal ondé de sable. |

## Politique et administration

### Administration municipale
Le nombre d'habitants au recensement de 2017 étant compris entre 3 500 habitants et 4 999 habitants, le nombre de membres du conseil municipal pour l'élection de 2020 est de vingt sept,.

### Rattachements administratifs et électoraux
Commune faisant partie de la deuxième circonscription de la Haute-Garonne de la communauté de communes des Coteaux-Bellevue et du canton de Pechbonnieu (avant le redécoupage départemental de 2014, Castelmaurou faisait partie de l'ex-canton de Toulouse-15).

### Politique de développement durable
Le projet territorial de développement durable de la commune de Castelmaurou a été reconnu « Agenda 21 local France » par le ministère de l'Écologie, du Développement Durable, des Transports et du Logement au titre de la Stratégie nationale de développement durable, dans le cadre de la sixième session de reconnaissance des « projets territoriaux de développement durable et agendas 21 locaux ».
Cette reconnaissance, prononcée pour trois ans (à partir de 2012), souligne la qualité du projet porté et animé par le territoire, et veut encourager à poursuivre la démarche dans une dynamique d'amélioration continue.
Tous les ans, les habitants sont invités à participer à la journée écocitoyenne (débats, découverte et nettoyage du village...).

## Démographie
L'évolution du nombre d'habitants est connue à travers les recensements de la population effectués dans la commune depuis 1793. Pour les communes de moins de 10 000 habitants, une enquête de recensement portant sur toute la population est réalisée tous les cinq ans, les populations de référence des années intermédiaires étant quant à elles estimées par interpolation ou extrapolation. Pour la commune, le premier recensement exhaustif entrant dans le cadre du nouveau dispositif a été réalisé en 2006.

En 2022, la commune comptait 4 491 habitants, en évolution de +5,97 % par rapport à 2016 (Haute-Garonne : +8,02 %, France hors Mayotte : +2,11 %).
| 1793 | 1800 | 1806 | 1821 | 1831 | 1836 | 1841 | 1846 | 1851 |
| ---- | ---- | ---- | ---- | ---- | ---- | ---- | ---- | ---- |
| 674  | 810  | 788  | 843  | 824  | 822  | 802  | 804  | 845  |

| 1856 | 1861 | 1866 | 1872 | 1876 | 1881 | 1886 | 1891 | 1896 |
| ---- | ---- | ---- | ---- | ---- | ---- | ---- | ---- | ---- |
| 807  | 807  | 802  | 777  | 716  | 737  | 721  | 713  | 666  |

| 1901 | 1906 | 1911 | 1921 | 1926 | 1931 | 1936 | 1946 | 1954 |
| ---- | ---- | ---- | ---- | ---- | ---- | ---- | ---- | ---- |
| 716  | 705  | 676  | 629  | 589  | 625  | 645  | 693  | 790  |

| 1962 | 1968 | 1975  | 1982  | 1990  | 1999  | 2006  | 2011  | 2016  |
| ---- | ---- | ----- | ----- | ----- | ----- | ----- | ----- | ----- |
| 809  | 918  | 1 458 | 1 611 | 2 849 | 3 261 | 3 373 | 3 927 | 4 238 |

| 2021  | 2022  | - | - | - | - | - | - | - |
| ----- | ----- | - | - | - | - | - | - | - |
| 4 448 | 4 491 | - | - | - | - | - | - | - |

| selon la population municipale des années : | 1968 | 1975 | 1982 | 1990 | 1999 | 2006 | 2009 | 2013 |
| Rang de la commune dans le département      | 77   | 62   | 71   | 48   | 47   | 56   | 56   | 56   |
| Nombre de communes du département           | 592  | 582  | 586  | 588  | 588  | 588  | 589  | 589  |

## Économie

### Revenus
En 2018  (données Insee publiées en septembre 2021), la commune compte 1 601 ménages fiscaux, regroupant 4 096 personnes. La médiane du revenu disponible par unité de consommation est de 26 700 € (23 140 € dans le département). 69 % des ménages fiscaux sont imposés (55,3 % dans le département).

### Emploi
|                | 2008  | 2013  | 2018  |
| -------------- | ----- | ----- | ----- |
| Commune        | 5,2 % | 6,3 % | 6,6 % |
| Département    | 7,7 % | 9,6 % | 9,3 % |
| France entière | 8,3 % | 10 %  | 10 %  |

En 2018, la population âgée de 15 à 64 ans s'élève à 2 675 personnes, parmi lesquelles on compte 73,6 % d'actifs (67 % ayant un emploi et 6,6 % de chômeurs) et 26,4 % d'inactifs,. Depuis 2008, le taux de chômage communal (au sens du recensement) des 15-64 ans est inférieur à celui de la France et du département.
La commune fait partie de la couronne de l'aire d'attraction de Toulouse, du fait qu'au moins 15 % des actifs travaillent dans le pôle,. Elle compte 850 emplois en 2018, contre 859 en 2013 et 710 en 2008. Le nombre d'actifs ayant un emploi résidant dans la commune est de 1 824, soit un indicateur de concentration d'emploi de 46,6 % et un taux d'activité parmi les 15 ans ou plus de 57,3 %.
Sur ces 1 824 actifs de 15 ans ou plus ayant un emploi, 282 travaillent dans la commune, soit 16 % des habitants. Pour se rendre au travail, 87,4 % des habitants utilisent un véhicule personnel ou de fonction à quatre roues, 6,1 % les transports en commun, 3,3 % s'y rendent en deux-roues, à vélo ou à pied et 3,1 % n'ont pas besoin de transport (travail au domicile).

### Activités hors agriculture

#### Secteurs d'activités
354 établissements sont implantés  à Castelmaurou au 31 décembre 2019. Le tableau ci-dessous en détaille le nombre par secteur d'activité et compare les ratios avec ceux du département,.
| Secteur d'activité                                                                                        | Commune | Commune | Département |
| Secteur d'activité                                                                                        | Nombre  | %       | %           |
| --- | ------- | ------- | ----------- |
| Ensemble                                                                                                  | 354     | 100 %   | (100 %)     |
| Industrie manufacturière, industries extractives et autres                                                | 15      | 4,2 %   | (5,7 %)     |
| Construction                                                                                              | 56      | 15,8 %  | (12 %)      |
| Commerce de gros et de détail, transports, hébergement et restauration                                    | 70      | 19,8 %  | (25,9 %)    |
| Information et communication                                                                              | 12      | 3,4 %   | (4,1 %)     |
| Activités financières et d'assurance                                                                      | 12      | 3,4 %   | (3,8 %)     |
| Activités immobilières                                                                                    | 13      | 3,7 %   | (4,2 %)     |
| Activités spécialisées, scientifiques et techniques et activités de services administratifs et de soutien | 75      | 21,2 %  | (19,8 %)    |
| Administration publique, enseignement, santé humaine et action sociale                                    | 65      | 18,4 %  | (16,6 %)    |
| Autres activités de services                                                                              | 36      | 10,2 %  | (7,9 %)     |

Le secteur des activités spécialisées, scientifiques et techniques et des activités de services administratifs et de soutien est prépondérant dans la commune puisqu'il représente 21,2 % du nombre total d'établissements de la commune (75 sur les 354 entreprises implantées  à Castelmaurou), contre 19,8 % au niveau départemental.

#### Entreprises et commerces
Les cinq entreprises ayant leur siège social sur le territoire communal qui génèrent le plus de chiffre d'affaires en 2020 sont : 
- Clinique Du Vieux Chateau D'oc, activités hospitalières (9 855 k€)
- Entreprise Jean Oules Et Compagnie, construction de réseaux pour fluides (6 405 k€)
- Maison De Famille La Cerisaie, hébergement médicalisé pour personnes âgées (3 978 k€)
- Holding Elzo, activités des sièges sociaux (1 019 k€)
- TP Michel, travaux de terrassement courants et travaux préparatoires (875 k€)

La commune de Castelmaurou s’étend sur 1 677 hectares. Son territoire est composé de 76 % de terres agricoles et naturelles préservées.
C'est un territoire à dominante rurale avec la présence de nombreux bois et une activité agricole encore forte. De nombreuses PME sont présentes avec de multiples commerces de proximité. Une maison de retraite et deux cliniques répondent aux besoins du territoire.

### Agriculture
La commune est dans le Lauragais, une petite région agricole occupant le nord-est du département de la Haute-Garonne, dont les coteaux portent des grandes cultures en sec avec une dominante blé dur et tournesol. En 2020, l'orientation technico-économique de l'agriculture  dans la commune est la polyculture et/ou le polyélevage.
|               | 1988  | 2000 | 2010 | 2020 |
| ------------- | ----- | ---- | ---- | ---- |
| Exploitations | 51    | 30   | 24   | 21   |
| SAU (ha)      | 1 018 | 930  | 755  | 824  |

Le nombre d'exploitations agricoles en activité et ayant leur siège dans la commune est passé de 51 lors du recensement agricole de 1988  à 30 en 2000 puis à 24 en 2010 et enfin à 21 en 2020, soit une baisse de 59 % en 32 ans. Le même mouvement est observé à l'échelle du département qui a perdu pendant cette période 57 % de ses exploitations,. La surface agricole utilisée dans la commune a également diminué, passant de 1 018 ha en 1988 à 824 ha en 2020. Parallèlement la surface agricole utilisée moyenne par exploitation a augmenté, passant de 20 à 39 ha.

## Vie locale

### Enseignement
Castelmaurou fait partie de l'académie de Toulouse.
L'éducation est assurée dans la commune par la  crèche, d’un école maternelle «Les Trois collines » et d’une école primaire «Marcel Pagnol». ce dernier compte en 2015, plus de 400 élèves inscrits qui disposent d'un restaurant scolaire construit en 2010 et dont les repas sont reconnus de qualité, puisque la municipalité a fait le choix de préparer les repas sur place et d'inclure des repas bios réguliers.

### Service public

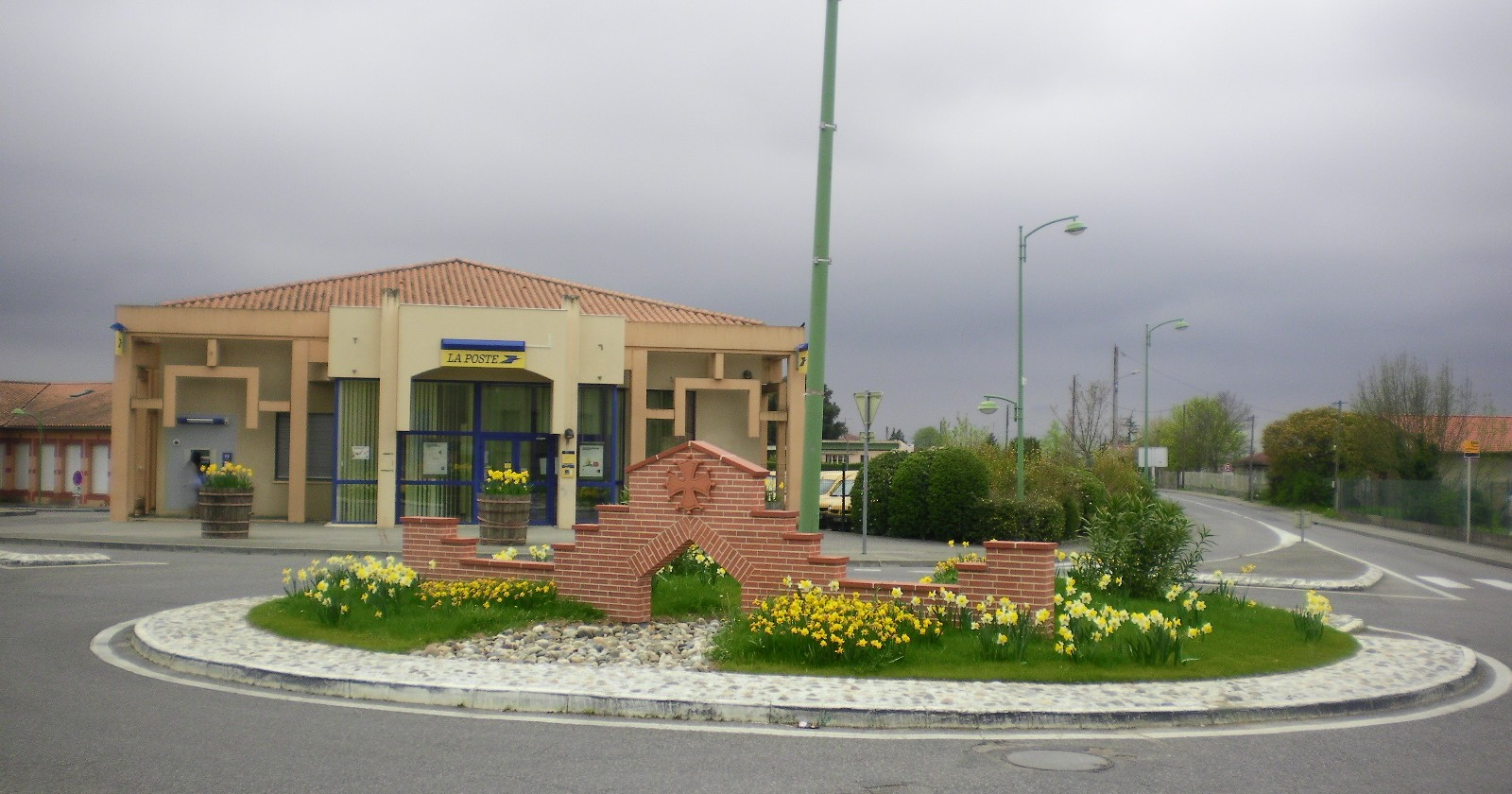
La Poste de Castelmaurou.

Castelmaurou possède un bureau de poste réalisé par l'architecte Claude Victor Lindor.

### Santé
La commune possède un centre communal d'action sociale, une clinique (Monvert convalescence), des médecins généralistes, ainsi qu'une pharmacie. La commune dispose aussi de vétérinaires et d'une clinique vétérinaire.

### Culture
Sont présents dans la commune :

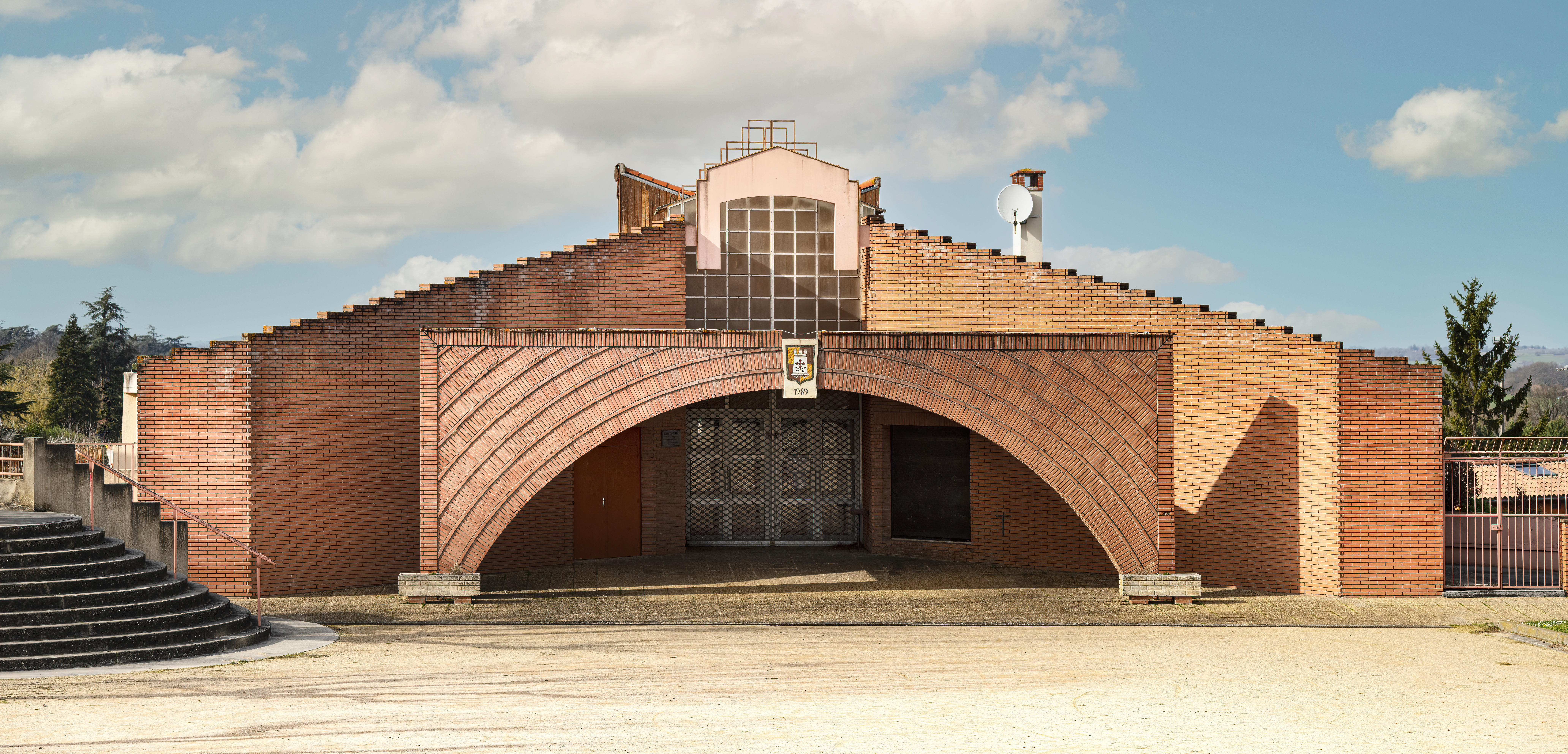
Façade de la Salle des fêtes.

un cinéma « Le Méliès », une salle des fêtes réalisée par l'architecte Claude Victor Lindor, elle est utilisée par les nombreuses associations de la commune, une médiathèque municipale l'AlphaB, réalisée l'architecte Joseph Almudever, et inaugurée en juin 2016 par le maire Magali Mirtain.

### Sports

#### Équipements sportifs
Un gymnase omnisport, trois terrains de tennis, deux terrains de football, un dojo, Aire de Loisir jeunes (un skatepark, un city stade) et table de ping-pong.
La Ligue de Midi-Pyrénées de football (présidée par Lilian Buzzichelli) et un centre de pré-formation sont basés à Castelmaurou.

##### Footballeurs issus du centre de pré-formation de Castelmaurou
Alaixys Romao, Guillaume Borne, Aurélien Mazel, Loïc Poujol, Pierrick Cros, Mathieu Peybernes, Pierre Espanol.

#### Associations sportives
Plusieurs associations sportives sont présentes dans la commune : Cyclo-club des Violettes, Volley-Ball, Basket club, Société Bouliste, Plaisir Danse, Chasse ACCA, Football club et Foot vétérans, Gymnastique volontaire, Judo/Yoga, Tai chi chuan, Tennis loisir et Tennis club, Handball les coteaux, Club d'aéromodélisme Castelmaurou, une entreprise Natura Game (paintball, accro-branche...), centre de pré-formation de football.

### Écologie et recyclage
La collecte et le traitement des déchets des ménages et des déchets assimilés ainsi que la protection et la mise en valeur de l'environnement se font dans le cadre de la communauté de communes des Coteaux Bellevue.
Les déchèteries les plus proches sont situées sur les communes de Garidech, L'Union ou Saint-Alban.

## Culture locale et patrimoine

### Lieux et monuments
- Le monument aux Morts
- L'église Sainte-Foy[47] fut construite en 1832[48]. Elle renferme une phalange d'un petit doigt de la petite martyre, dont les ossements sont dans l'abbaye aveyronnaise depuis l'an 866. Cette phalange a été coulée dans l'autel.

L'édifice religieux, toujours en bon état, a succédé à un premier, détruit lors de la Révolution française de 1789. Il se trouvait du côté des cimetières et du hameau du Fort. Cette église est une des figures de Castelmaurou qui n'hésite pas à le fixer sur des cartes postales pour en assurer sa promotion.

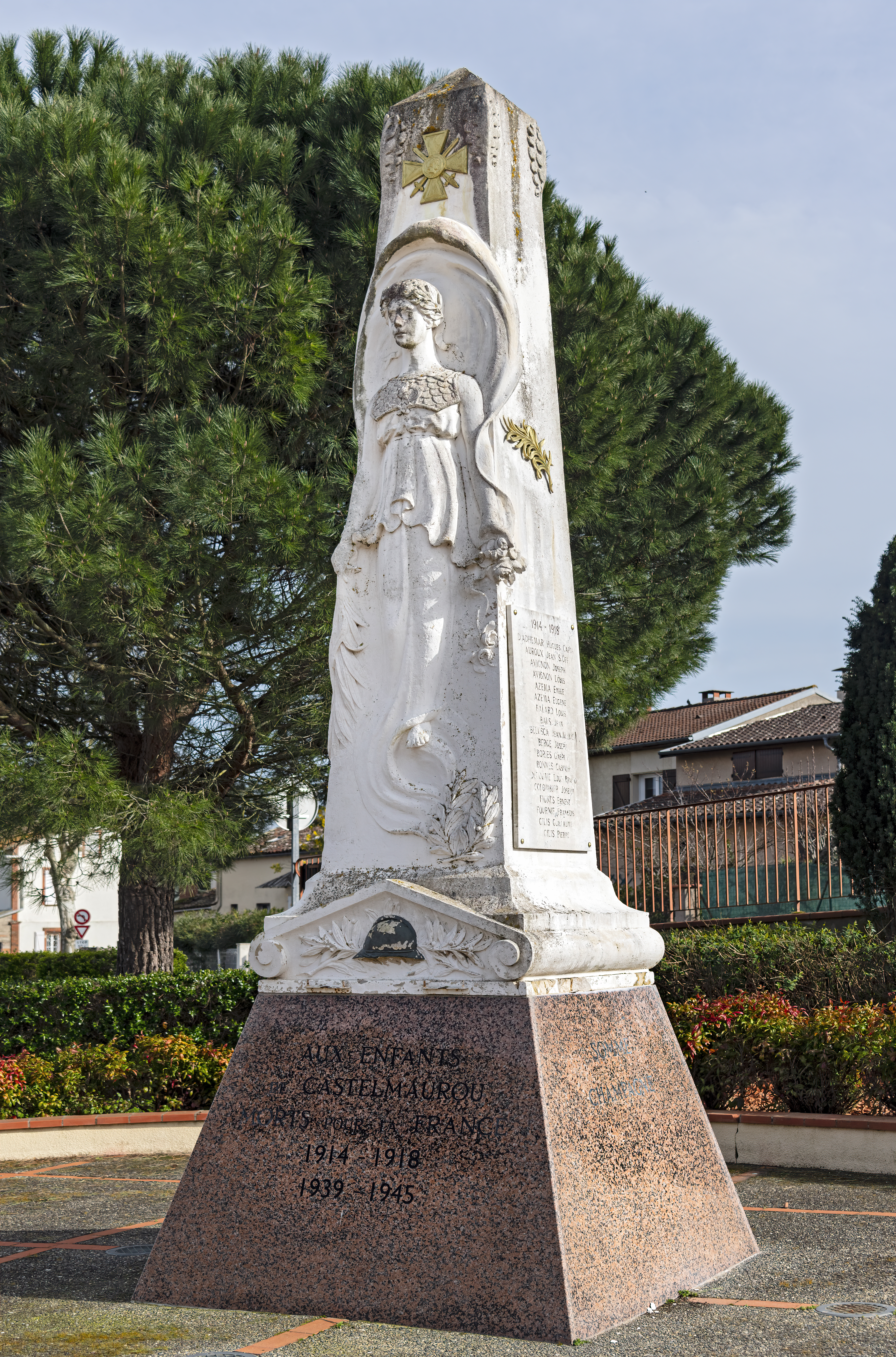
Le monument aux Morts.
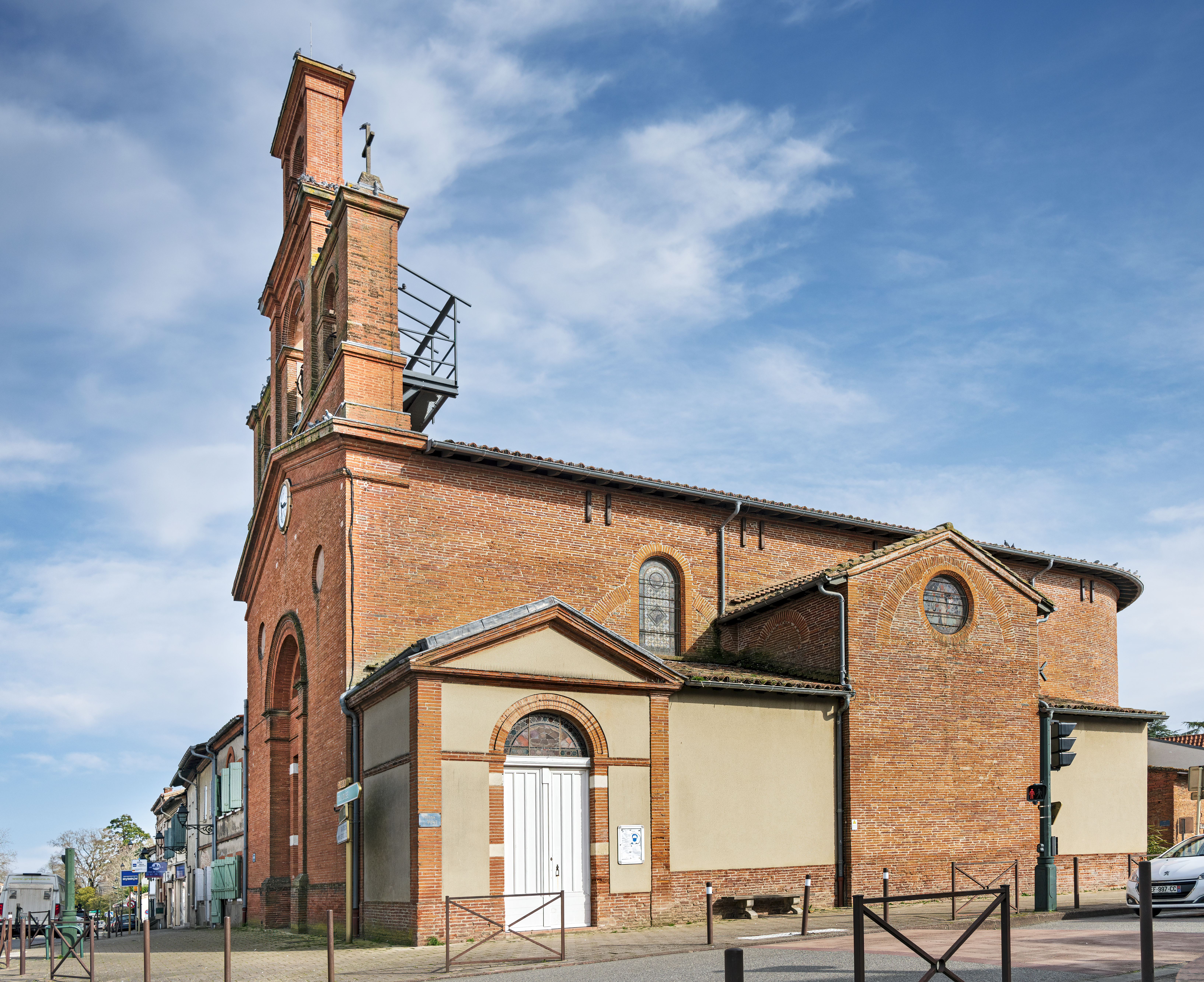
L'église.
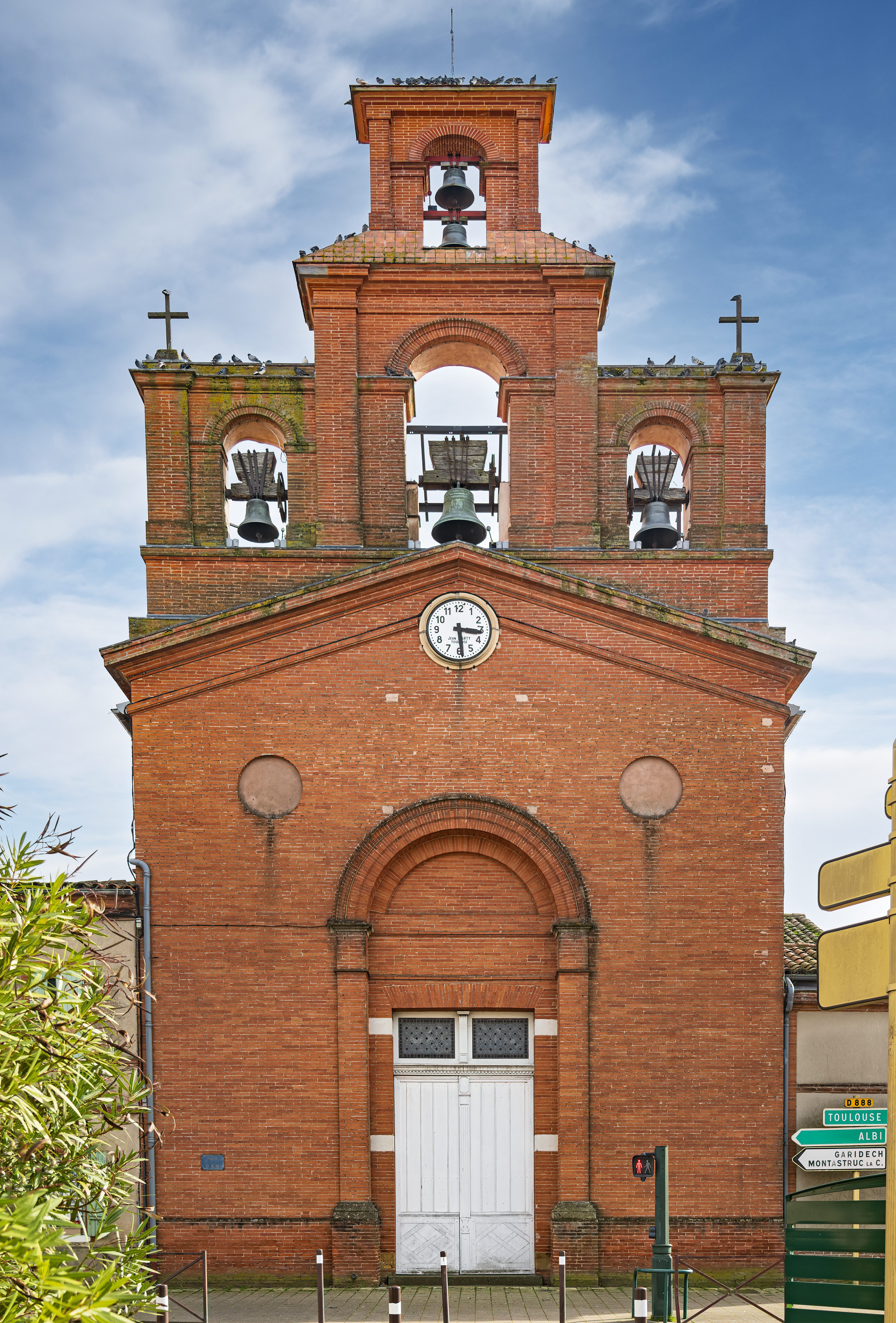
Façade  et clocher en peigne de L'église Sainte-Foy.

### Personnalités liées à la commune
- Charles de Hepcée aviateur et résistant belge mort à Castelmaurou.
- Jean-Pierre de Lassus Saint-Geniès général de corps d'armée mort à Castelmaurou.
- Vital de Castelmourou archevêque de Toulouse.

## Pour approfondir